# 1763
Перша наукова революція •  Просвітництво • Глухівський період в історії Гетьманщини •  Російська імперія

## Геополітична ситуація
Султаном Османської імперії є Мустафа III (до 1774). Під владою османів перебувають Близький Схід та Єгипет, Середземноморське узбережжя Північної Африки, частина Закавказзя, значні території в Європі: Греція, Болгарія і Сербія. Васалами османів є Волощина та Молдова.
Священна Римська імперія охоплює, крім німецьких земель, Угорщину з Хорватією, Трансильванію, Богемію, Північну Італію, Австрійські Нідерланди. Її імператор — Франц I (до 1765). Марія-Терезія має титул королеви Угорщини. Королем Пруссії є Фрідріх II (до 1786).
У Франції править Людовик XV (до 1774). Франція має колонії в Північній Америці та Індії. В Іспанії — Карл III (до 1788). Королівству Іспанія належать південь Італії, Нова Іспанія, Нова Гранада та Віцекоролівство Перу в Америці, Філіппіни. У Португалії королює Жозе I (до 1777). Португалія має володіння в Бразилії, в Африці, в Індії, в Індійському океані й Індонезії.
На троні Великої Британії сидить Георг III (до 1820). Британія має колонії в Північній Америці, на Карибах та в Індії. Північ Нідерландів займає Республіка Об'єднаних провінцій. Вона має колонії в Північній Америці, Індонезії, на Формозі та на Цейлоні. Король Данії та Норвегії — Фредерік V (до 1766), на шведському троні сидить Адольф Фредерік (до 1771). На Апеннінському півострові незалежні Венеціанська республіка та Папська область. Король Речі Посполитої Август III помер, у країні безкоролів'я (до 1764). У Російській імперії править Катерина II (до 1796).
Україну розділено по Дніпру між Річчю Посполитою та Російською імперією. Гетьман України — Кирило Розумовський. Нова Січ є пристановищем козаків. Існує Кримське ханство, якому підвладна Ногайська орда.
В Ірані фактично править династія Зандів при номінальному правлінні сефевіда Ісмаїла III.
Значними державами Індостану є Імперія Великих Моголів, Імперія Маратха. Зростає могутність Британської Ост-Індійської компанії. У Китаї править Династія Цін. У Японії триває період Едо.

## Події

### В Україні
- Кошовим отаманом Війська Запорозького знову обрано Григорія Лантуха.
- Почалося скасування козацького устрою в Слобідській Україні.

### У світі
- Семирічна війна:
  - 10 лютого укладено Паризьку мирну угоду між Великою Британією та Португалією з одного боку і Францією та Іспанією з іншого. Франція віддала Британії Канаду. Британія отримала також Західну Флориду від Іспанії, але повернула Кубу.
  - 15 лютого укладено Губертусбургський мир між Пруссією з одного боку та Австрією й Саксонією з другого. Разом із Паризькою мирною угодою це поклало кінець війні.
- 16 квітня прем'єр-міністром Великої Британії став Джордж Гренвіль.
- 23 квітня журналіста Джона Вілкса заарештували за наклеп на короля Великої Британії Георга III. Його справа стала важливою для встановлення свободи слова в Британії.
- 27 квітня індіанський вождь Понтіак зібрав раду вождів, на якій переконав вождів 17 інших племен піднятися на повстання проти британців. 7 травня атакою на форт Детройт почалася війна Понтіака.
- 7 липня Британська Ост-Індійська компанія оголосила повалення наваба Бенгалії Міра Касіма.
- 5 жовтня помер польський король Август III. У країні почався період безкоролів'я аж до обрання нового монарха наступного року.
- Почалася російсько-черкеська війна.

### Наука та культура
- Цао Сюецінь написав «Історію каменя», один з чотирьох класичних великих романів.
- Мечеть Мала Софія постраждала від землетрусу.
- 23 грудня Річард Прайс зачитав перед Королівським товариством «Есе про розв'язання задачі в доктрині шансів» Томаса Баєса, що містило спеціальний випадок теореми Баєса. Сам автор уже помер.
- Едвард Стоун опублікував статтю про лікувальні властивості саліцилової кислоти.
- Іммануїл Кант опублікував роботу «Єдиний можливий аргумент на користь демонстрації існування бога».
- 1 вересня російська імператриця Катерина II підтримала план Івана Бецького відкрити в Москві виховного будинку.

### Засновані
- Квебек (1763-1791)
- Британська Західна Флорида

### Зникли
- Канада (Нова Франція)
- Нова Франція

## Народились
див. також Категорія:Народились 1763
- 24 січня — Луї Олександр Андро де Ланжерон, військовий діяч Франції та Російської імперії, генерал-губернатор Новоросійського краю у 1815—1823 роках.
- 26 січня — Жан-Батіст Бернадот, маршал Франції (1804), король Швеції і Норвегії під іменем Карл XIV Юган.
- 14 лютого — Жан Віктор Моро, французький генерал часів Першої республіки.
- 20 лютого — Войцех Йіровець, чеський композитор і диригент.
- 13 березня — Гійом Брюн, французький генерал часів Першої імперії.
- 21 березня — Жан Поль, німецький письменник.
- 7 травня — Юзеф Антоній Понятовський, князь, польський політичний і військовий діяч, маршал Франції (1813).
- 21 травня — Жозеф Фуше, французький політичний і державний діяч.
- 20 червня — Вольф Тон, ірландський політичний діяч.
- 23 червня — Жозефіна Богарне, імператриця Франції (1803-1807), перша дружина Наполеона Бонапарта.
- 17 липня — Джон Джекоб Астор, американський підприємець.
- 17 серпня — Сенявін Дмитро Миколайович, російський флотоводець, адмірал.
- 31 грудня — П'єр Шарль де Вільнев, французький адмірал часів Наполеонівських воєн.

## Померли
див. також Категорія:Померли 1763